# La figlia della luna
La figlia della luna (in inglese The changeover) è un romanzo di formazione per ragazzi di genere low fantasy, della scrittrice neozelandese Margaret Mahy, pubblicato in patria nel 1984 e in Italia nel 1990 nella collana Gaia Junior di Arnoldo Mondadori Editore. Il romanzo ha vinto la Carnegie Medal nel 1984.
Dal romanzo è stato tratto The Changeover, film neozelandese del 2017 con Timothy Spall, Melanie Lynskey, Lucy Lawless, Nicholas Galitzine, Erana James e Kate Harcourt.

## Trama
Laura Chant è una studentessa quattordicenne, con delle doti da sensitiva che, in occasione di eventi particolarmente significativi, la portano ad avere delle premonizioni sul futuro. Vive con la madre divorziata, Kate, e con il fratellino di tre anni, Jacko. Sorensen Carlisle è uno studente diciottenne, arrivato da poco alla scuola di Laura, che lei ha riconosciuto immediatamente come "strega", ma con il quale non ha mai parlato.
All'inizio del romanzo Laura viene colpita da una premonizione, che la avverte che sta per accadere qualcosa di molto grave, ma è costretta ad ignorarla e ad andare a scuola come al solito. Sulla strada del ritorno, lei e Jacko vengono attirati in un negozio di antiquariato appena aperto, dove Jacko viene marchiato su una mano, apparentemente per gioco, dal sinistro negoziante Carmody Braque.
La stessa notte Jacko si ammala, e nel giro di un paio di giorni si aggrava al punto da dover essere ricoverato. La madre Kate si rivolge, in cerca di aiuto, a un cliente della libreria dove lavora, che ha appena iniziato a frequentare. Laura, consapevole del fatto che Jacko sia vittima di un sortilegio, va invece a chiedere aiuto Sorensen Carlisle e alla sua famiglia, composta dalla madre, Miryam, e dalla nonna, Winter, anch'esse streghe.
L'unica possibilità che le streghe prospettano a Laura è quella di trasformarsi in una strega, cosa possibile data la sua natura di sensitiva, e di affrontare direttamente Carmody Braque, costringendolo a liberare Jacko. La metamorfosi è pericolosa, ma Laura, determinata a salvare il fratello, accetta di compierla. 
Portando con sé Sorensen per mascherare il suo nuovo potere, Laura sconfigge Braque e spezza il suo legame con Jacko. Inizialmente intenzionata a farlo soffrire per vendetta, capisce che questo comportamento sarebbe una minaccia per la sua stessa umanità, e pone rapidamente fine alla sua vita oscura.

## Temi e critica
La critica ha in generale sottolineato come La figlia della luna combini magia, introspezione e critica sociale per esplorare i percorsi di crescita personale, la complessità delle relazioni e la scoperta della propria forza interiore.
Fra i temi principali del romanzo, ricorrenti nell'opera di Mahy, ci sono: 
- Transizione dall'infanzia all'età adulta: il romanzo esplora la transizione adolescenziale come una fase di esposizione e scoperta. Laura e Sorry affrontano la fine dell'innocenza attraverso eventi che li costringono a confrontarsi con il desiderio, la sessualità e le complesse dinamiche adulte. La trasformazione magica di Laura (il "changeover") è una metafora per l'ingresso nel mondo adulto, con tutto ciò che comporta: consapevolezza di sé, desiderio e responsabilità.
- Famiglia e vulnerabilità: La storia affronta la precarietà e le complessità delle relazioni familiari. Laura osserva il desiderio e le scelte di sua madre, mentre il ritorno del padre assente con una nuova moglie incinta espone la realtà delle decisioni adulte. Parallelamente, il declino fisico di Jacko, mette in evidenza il tema della vulnerabilità, ricorrente nell'opera di Mahy.
- Magia e realtà quotidiana: Mahy mescola il soprannaturale con la normalità, rendendo la magia parte integrante della vita ordinaria. La trasformazione di Laura e l'ambientazione suburbana mostrano come elementi magici emergano dal contesto più banale, sottolineando il potere nascosto nelle persone comuni.
- Consenso e desiderio: Il romanzo riflette sull'importanza del consenso, sia in termini magici che relazionali, attraverso il personaggio di Carmody Braque, un predatore che deve essere invitato per accedere al mondo umano. La relazione tra Laura e Sorry esplora la complessità del desiderio e del consenso, evidenziando l'importanza di onestà e comunicazione nei rapporti.
- Identità e potere personale: Laura scopre e accetta il proprio potere personale, simbolizzato dalla sua trasformazione in strega. La sua crescita è un viaggio verso la consapevolezza e l'autonomia, contrapponendosi a figure di potere abusivo come Carmody Braque. Anche Sorry Carlisle rappresenta una figura complessa, che incarna vulnerabilità e forza interiore, contribuendo al tema dell'identità.

## Personaggi
- Laura Chant, studentessa e sensitiva quattordicenne, che vive a Christchurch, nel sobborgo immaginario di Gardendale;
- Jonathan (Jacko) Chant, fratellino di Laura, di 3 anni;
- Sorensen (Sorry) Carlisle, studente e strega diciottenne, frequenta la scuola di Laura;
- Carmody Braque, lemure maligno;
- Kate Chant, madre di Laura, direttrice di una libreria nel Gardendale Mall;
- Chris Holly, nuovo fidanzato di Kate, bibliotecario canadese;
- Miryam Carlisle, strega e madre di Sorensen;
- Winter Carlisle, strega e nonna di Sorensen;
- Signora Fangboner, babysitter di Jacko;
- Stephen Chant, ex marito di Kate, padre di Laura e Jacko;
- Julia Chant, nuova moglie di Stephen, incinta del loro primo figlio.